# Batato Barea
Salvador Walter Barea, más conocido como Batato Barea (Junín, 30 de abril de 1961 - Buenos Aires, 6 de diciembre de 1991), fue un performer, actor y clown argentino. Era habitué, y uno de los más reconocidos artistas, del mítico Centro Parakultural, al igual que de la discoteca Cemento y de demás sitios de artes no convencionales donde desarrollaba su propuesta.

## Biografía
Batato es reconocido en Argentina como puntal generacional del teatro y el movimiento underground de los años 1980, quien se autodefinía como "clown travesti literario". Sin embargo, es difícil suscribir la figura de Barea solo a la de "artista teatral del underground", puesto que su trabajo atravesó continuamente las barreras de todos los ámbitos, y abarcó una amplia gama de espectáculos: unipersonales, grupales, trabajos como director o en dúo/trío/equipo. Erigiéndose como canon de la performance en Argentina.
Testimonios de personajes que asistieron al denominado circuito underground, no dudan en afirmar que fue él quien inventó el público, los lugares y los códigos.
En su constante actividad artística, participó en diversos grupos como Peinados Yoli, El Clú del Claun y desarrolló, con actuaciones individuales y en colaboración con artistas como Divina Gloria, Guillermo Angelelli, Alejandro Urdapilleta o Humberto Tortonese, una original concepción estética y artística basándose en textos de Néstor Perlongher, Alberto Laiseca, Fernando Noy, Alejandra Pizarnik, Alfonsina Storni y Marosa Di Giorgio consistente en la realización de happenings/"Numeritos", actuaciones espontáneas sin texto preestablecido, sin base dramática y "ataques" artísticos a la conciencia establecida. 
Batato Barea falleció en 1991, víctima de VIH, a la edad de 30 años.

## Legado y homenajes
La figura multidireccional de Batato en facetas poco conocidas, como su obsesión del registro y la documentación, convierten al Archivo Batato Barea en objeto de estudio y tesis por parte de escritores, periodistas, estudiantes, docentes, e investigadores.
En la que fue su casa se erigió desde 1992 hasta el año 2015 el Museo Casa de Batato Barea, en el tradicional barrio del Abasto, Ciudad de Buenos Aires, junto a sus padres, bajo la curaduría y albaceazgo del artista plástico Seedy González Paz. Allí podía encontrarse una instalación completa referida a toda la vida y obra de Batato Barea. Vestuarios, guiones, manuscritos, diarios de trabajo, dibujos e historietas. También podían verse registros inéditos en fotografías y video, de sus performances o puestas poéticas, como los trabajos que realizó en ocasión de homenajes a Alfonsina Storni, Alejandra Pizarnik, Juana de Ibarbourou y Marosa Di Giorgio , entre otros.
La sala más importante del Centro Cultural Ricardo Rojas lleva su nombre.
En 2011 se estrena La peli de Batato de Goyo Anchou y Peter Pank, un documental que recopila varios vídeos de su vida.
En el año 2012 se llevó a cabo en la TAE (Teatro Argentino Escuela & Espacio de Arte y Oficios) de la ciudad de La Plata una muestra en su honor, llamada Memorabilia, en la que se exhibía su iconografía integrada por objetos personales, vestuarios autoconfeccionados para sus presentaciones, fotografías realizadas por artistas de la época, manuscritos y videos con sus presentaciones en teatros, reductos culturales y televisión. Dicha muestra realizaba una exhaustiva retrospectiva celebrando a Barea como «un artífice renovador de la escena teatral, que alentó la libertad en la cultura de la democracia de los años 1980».
Por primera vez en ArteBa se exhiben también volantes originales realizados por Batato a modo de collages y manuscritos para sus performances (“Numeritos”) en espacios no convencionales.
Una estrella hecha de mármol lo recuerda con su nombre, la cual se encuentra en las veredas de Avenida Corrientes al 1600 (Buenos Aires).
En el año 2020 es nombrado "Personalidad Destacada de la Cultura" en Junín (Provincia de Buenos Aires), su ciudad natal.
La banda de rock Las Manos de Filippi compuso un tema dedicado a Barea, "Las tetas de Batato", incluido en su EP Las Manos Santas Van a Misa.

### Literatura y biografías dedicadas
Existen tres libros publicados referidos a la vida de Batato Barea:
- Batato Barea y el Nuevo Teatro, de Jorge Dubatti. Ed. Atlántida, Bs As., 1995.
- Un pacto impostergable, de Maria E. Amichetti de Barea. Ed. Independiente, Bs. As. 1996.
- Te lo juro por Batato, de Fernando Noy, Ed. Libros del Rojas-UBA, Bs. As. 2001.

También cabe mencionar a Historietas Obvias y otros numeritos, que fueron siete fanzines compilados con dibujos y collages del artista por la Editorial Milena Caserola, Cosmocosa y el Archivo Batato Barea; Historietas Obvias fue originalmente una revista de edición facsímil realizada por Batato Barea en 1987, y contó con una tirada autogestionada de siete ejemplares en el período marzo-octubre de ese año. A los personajes creados y guionados por él, se sumaron colaboraciones de otros artistas en el diseño y diagramación.

## Muestras realizadas
- Batato Barea - Memorabilia. TAE - Teatro Argentino de la Plata. Bs. As., Argentina. 2012.[8]
- Yo soy Batato. Galería El Mirador espacio. Bs. As., Argentina. 2015.[9][10][11]
- BP15. Bienal de Performance. Parque de La Memoria. Curador: Rodrigo Alonso.
- Historietas Obvias y otros numeritos, noviembre de 2016-febrero de 2017. Cosmocosa. Bs. As., Argentina.[12][13][14]
- El País es la memoria. Batato Barea, Antonio Berni, Gustavo Marrone y Federico Peralta Ramos, agosto-octubre de 2017. Cosmocosa, Bs. As., Argentina.
- Batato, el cuerpo del poema. Volumen, Escena editada. Teatro Nacional Cervantes, 2019. Bs. As., Argentina.

Todas las muestras (salvo la mencionada arriba) se encuentran bajo la curaduría del albacea de Batato Barea, Seedy González Paz.

## Cronología de actividades, apariciones públicas y obras en las que intervino
1978
- Cortometraje de Rodolfo Corral.

1979
- El sueño de Carla de Marta Berretain. Teatro.
- Romeo y Julieta. Dir.: Sara Quiroga. Teatro Espacios.
- La Srta. Julia. Teatro Contemporáneo.
- Títeres con el Grupo Marionet. Cine Los Ángeles.
- El paseo del Grito. Corto de A. Ohiquitti.

1983
- Calígula. Dir.: Pepe Cibrián.
- Súrgele. Publicidad.
- Cía. De Seguros Continental. Publicidad para Chile.

1984
- Grabador Philips. Publicidad.
- Latidos de Corazón. Debut de Los Peinados Yoli. Con Tino Tinto, Peter Pirello, Doris Night, Divina Gloria. Taxi Concert.
- Terapia Intensiva. Dir.: Antonio Gasalla. Teatro Astros
- Trémulos van, Trémulos vuelven, Con Olkar Ramírez, Gerardo Baamonde, Alejandra Flechner, María Josè Gabín, Gabriel Chame Buendía, Hernán Gené.   Encuentro Nacional de Lenguaje Cultural. Mendoza
- El Depósito de Gustavo Foullier con Gerardo Baamonde, Olkar Ramírez, Carlos Lipsic. El Depósito.
- El barco Pirata. Discofer.
- Performance. Hall Centro Cultural Ciudad de Buenos Aires.
- Batato en Experiment. Con Comida China y Divina Gloria. Experiment Disco
- El simposio, invitado. Vivi Tellas, Jorge Gumier Maier, Raquel Tella, Claudia Char, Blistein. Teatro Espacios.
- Presentación con Olkar Ramírez. Craigmhor Disco.
- Clowns con Gabriel Chame. Plaza San isidro. Pcia de Bs.As.

1985
- Clowns con Guillermo Angelelli. Plaza Recoleta. Bs.As.
- Payasos. Plaza Dorrego. Bs.As.
- El Gran Rodaje de Carlos Sorín.
- Turrón Namur. Publicidad.
- Gira como modelo en desfiles con Tom Lupo. Santa Fé, Mendoza, Córdoba y Rosario. Argentina.
- Inauguración Teatro del Viejo Palermo.
- 25.º aniversario del Teatro Municipal General San Martín.
- Ta – Te - Ti. Con Hernán Gené y Gabriel Chame. Canal 13.
- Galletitas "Vocación Bagley". Publicidad.
- Clase en Country de Hebraica.
- Inauguración de Látex Disothéque.
- Fiesta Gaucha con Katja Alemann. Inauguración de Cemento Disco.
- La Fiesta del Culo. Cemento Disco.
- Fiesta de la Revista Porteña. Cemento Disco.
- Presentación del libro de Facundo Cabral.
- La Matanza en Sociedad de Fomento Juan XXIII.
- La Comida destrucción / happening. Cemento Disco.
- La Cama / Performance. Cemento Disco.
- Ensalada de Frutas / Performance. Cemento Disco.
- Pampero Infantil. Dir.: Carlos Sorín. Publicidad.
- Blanco, Rojo y Negro. Dir.: Cristina Moreira.
- El Teatrazo. Plaza Congreso.
- Máscaras Japonesas con Marilouise Alemann. Cemento Disco.
- Censo de la Nada / Performance. Cemento Disco.
- Perchas. Centro Cultural Ricardo Rojas.
- Arturo / Estreno. Dir.: Hernán Gené. Nace El Clú del Claun. Centro Cultural Ricardo Rojas.
- La eterna mentira. Dir.: Vivi Tellas. Teatro Sarmiento.
- Grabación de escena de Arturo. ATC Canal 7.

1986
- Actos de pasión. Dir.: Vivi Tellas. Teatro Espacios.
- Escuela de Payasos / Estreno. Dir.: Hernán Gené con el Clú del Claun.
- Vértigo. Happenigs. Vértigo Disco.
- Dame la Otra con Olga Nagy. El Taller
- Vértigo. Muestra de Paulo Russo.
- El conferencista Apagado con Témperas.
- Fiesta con Luz Speed, Fernando Noy. La Verdulería Bar.
- La Gimnasia Sangrienta con Beby Pereyra Gez. Cemento Disco.
- El Caballo que lee. Cemento Disco.
- Clase de Clown.
- Presentación. Área Discoteca.
- Fiesta del Terremoto con Willy Lemos, Divina Gloria.
- Cristo Baal. Centro Parakultural.
- Speed Fiesta (fanzine) con B. Ode, Fernando Noy, Beby Pereyra Gez. Cotorras Pub.
- Los perros comen huesos. Obra unipersonal sobre poemas de Alejandra Pizarnik. Centro Parakultural.
- La Nueva Trola Cubana. Luis Issaly, Estreno de. Cotorras Pub.
- Superrutinas. Cristóbal o el limón. Centro Cultural San Martín. Sala E. Muiño / Parakultural.
- Homenaje por Canal 13. Dirige y conduce Juan Carlos Mareco. Canal 13.
- Los perros comen huesos. Coreografía poética sobre poemas de Alejandra Pizarnik. Centro Parakultural.
- Tour Caribeño. Área Disco.
- Patricio Rey & sus Redonditos de Ricota /Animación. Centro Parakultural.
- Once. Conduc.: Teté Coustarot. Canal 11.
- Pelvis. Rock Skabilly. Presentación. Caras más caras Pub.
- Radio Tremens, performance. Palladium Disco.
- Presentación. Crash Discothéque. Ramos Mejía. Pcia Bs.As.
- Inauguración La imprenta.
- Cortometraje de Claudio Caldini.
- Única fiesta Madison Pista de Patinaje.
- 1° Festival de Teatro Malo. Centro Parakultural.
- Los subterráneos de Bebé Kamín. Grabación de programa. Canal 7. A.T.C.
- Esta me las vas a pagar / Estreno. Clú del Claun.
- La noticia rebelde. Nota. Cond.: Nicolás Repetto. Canal 7.
- El Alumbrado. Beby Pereryra Gez, Alejandro Urdapilleta, Gumier Maier, Silvia Armoza, Tino Tinto, Fernando Noy. Org: Beby Preyar Gez. La Pared.
- Fiesta Speed (Fanzine) con B. Ode, Graciela Cosceri Mescalina, Pekas.
- La Kermese. Colectiva con Olga Nagy, Emeterio Cerro, Vivi Tellas. Org.Liliana Maresca. Centro Cultural Recoleta.
- Gira Clú del Claun. Pcia de Neuquén. Argentina.
- Noche de Brujas. Con Alicia Barrios, Hugo Sofovich, Divina Gloria, Alejandro Urdapilleta. Canal 7. A.T.C.
- Vestidos Bobos. Alejandro Urdapilleta, Susú Olivares. Taxi Pub Concert.
- Presentación. Teatro El Bosque. La Plata. Pcia de Bs.As.
- Presentación con Divina Gloria, Tino Tinto, Fernando Noy. Platinum Disco. San Miguel. Pcia de Bs.As.
- Tetrabrik Rock con Jorgelina Zubeldía, Omar Serra, Fernando Noy y otros. Teatro Discepolín de Rosario.
- El recital de poemas de “Suspiro del Congo Belga". Centro Cultural Ciudad de Buenos Aires.
- Muestras. con Helena Tritek. Hospital Moyano. Bs.As.

1987
- Muestras con Jorge García. Dir.: Helena Tritek. Hospital Moyano. Bs.As.
- This is the pencil. Clase de Inglés. Jorge García. Centro Parakultural.
- Club Bonanza. Hospital Moyano.
- El Bancadero. Con Gabriel Chame Buendía, Hernán Gené y otros.
- Presentación con Daniel Melero. Radio Belgrano
- Festival de Cine para la infancia de Gené.
- Presentación poética. Oliverio Mate Bar.
- Parakarnaval Jorge Gumier Maier, Omar Serra, Fernando Noy. Centro Parakultural.
- La Mariposa / Performance de Jorge García. Tango. Centro Parakultural.
- Noche Fedayina con García, Bagy, Sol Bustelo, Fernando Noy. Centro Parakultural.
- Fiesta debut con Trektor y Fernando Noy. Lola Pub.
- This is the pencil. Badía & Compañía. Canal 13.
- Fotonovela erótica. Fotos con Roberto Jáuregui. Revista Eroticón.
- Clú del Claun. Gira Centroamérica: Teatro Mella. La Habana. Cuba.
- Café Cantante. Teatro Nacional. La Habana.
- El Cairo o el final del desierto. Corto de Sergio De Loof.
- Artistas con fotocopias. Museo Sívori.
- Presentación con Juan Goldín. Eat & pop. Pub.
- Buen día con Chamé. Freedom Disco
- Bai Bai Batato. Fiesta despedida. Centro Parakultural.
- Entrevista en Submarino Amarillo. Conduc.: Tom Lupo. F.M.
- El puré de Alejandra (Homenaje a Alejandra Pizarnik) Obra. Con Graciela Mescalina, Lizzie Yohai. Centro Cultural Ricardo Rojas-UBA.
- Androrock con Grupo GiroBatol, Graciela Cosceri Mescalina, Fernando Noy. Cemento Disco.
- Stop Sida. Fiesta.Palladium.
- Echo en el Balde. Publicidad.
- Las tratantes del Blues. Graciela Mescalina, Dall, Karina K. Cemento Disco.
- La gimnasia sangrante / Performance. Espacio Nuevas Tendencias.
- Noche Tetrabrik, los Melli < Damián Dreizik / Carlos Belloso>, Fernando Noy. Centro Parakultural.
- Irremediablemente, una intensa tragedia iraní. Estreno. Obra unipersonal. Centro Cultural Rojas-UBA.
- Fotocomic Araca, Cala.,Jaca (versión fotográfica del cómic) con Fernando Noy y Divina Gloria. Revista La Quinta Pata.
- La Cama, performance. Freedom Disco.
- Las Viejas Putas de Copi / Estreno. Fernando Noy. San Francisco Tranway, Disco.
- Muestra con Lidia Borda, Helena Tritek. Hospital Moyano. Bs.As.
- El puré de Alejandra (Homenaje a Alejandra Pizarnik) Obra. Con Graciela Cosceri, Rosario Bléfari, Lizzie Yohai. Liberarte. Bodega de Arte.
- Fiesta con La Organización Negra. Cemento Disco.

1988
- Las Viudas de Gardel. Dir.: Helena Tritek. Centro Parakultural.
- Noche con Las Gambas al Ajillo. Estreno del poema de Noy: Punto de Madera, Laberinto de Fuego. Centro Parakultural.
- Fiesta del Clú del Claun. Centro Parakultural.
- Fiesta de Carnaval con la Murga < El Pescado de San Telmo>. Omar Serra, Urdapilleta, Julio Suárez, Fernando Noy, Analisa Marjak, Gustavo Pedroti.
- Desfile de Carnaval con el Pescado de San Telmo con Jorge Gumier Maier, Urdapilleta, Noy. Plaza Dorrego, Parque Lezama
- Gala de Carnaval. Urdapilleta, Omar Chabán, Julio Suárez, Analisa Marjak, Gustavo Pedroti. Cemento Disco.
- Desfile Murga con Marcia Schvartz. <Los Viciosos de Almagro>. Lavalleja, Club California de Villa Urquiza, la Rural, Avda de Mayo.
- Involucrados con Silvia Armoza y Urdapilleta. Oliverio Mate Bar.
- Desfile con Los Elegantes de Palermo. Jorgelina, Marcia Schvartz desde Guido al 300 a Villa Soldati. Bs.As.
- Cuando una gorda recita < Suspiro del Congo Belga >. Café Mozart. Bs.As.
- Caracol, performance con Clú del Claun. Cali. Colombia.
- Poemas en vivo. Alejandra Pizarnik / Fernando Noy. Café Teatro Rajatabla. Caracas.
- Escuela de Payasos. Clú del Claun. Festival Internacional de Caracas 1988.
- Gira del Clú del Claun. Teatro Juárez. Venezuela.
- Escuela de Payasos. Teatro Maracaibo.
- Escuela de Payasos.Teatro El Nacional de Bogotá.
- III Muestra Internacional de Teatro. Montevideo.
- Las Coperas / Estreno. El show más pornográfico y estúpido. A. Urdapilleta, La Pochocha, Klaudia con K. Mediomundo Varieté.
- Presentación en El Mundo de Antonio Gasalla. Canal 7. A.T.C.
- Homenaje a Margotita Moreyra con Alejandro Urdapilleta y Fernando Noy. Cemento Disco.
- Reportaje en Pollera y Pantalón. Conduc.:Cecilia Rosetto. Mónica Gutiérrez, Canela. Canal 7. A.T.C.
- Números en La Movida – CELCIT. Bs.As.
- Revista Cerdos & Peces. Suplemento Mórbica.Con Alejandra Flechner, Jorge Gumier Maier, María José Gabin. Fotos: Gabriel Pérez.
- Performance. Pinar de Rocha. Disco. Ramos Mejía. Pcia de Bs.As.
- El burlador de Sevilla / Estreno. Clú del Claun. Dir.: Roberto Villanueva. registro de vídeo
- Reportaje en Generación 80. Radio Belgrano.
- Sesión de fotos con Alejandro Ros y Gabriela Malerba. Filmación de las Coperas / Performance con Alejendro Urdapilleta.
- La Academia del Bardo / Animación. Biyodopé.
- Cuando una gorda recita. Freedom Disco.
- Homenaje a Manuel Puig con Alberto Laiseca, Néstor Perlongher. Museo bailable de Fernando Bedoya.
- Con el arte en el cuerpo. Desfile con vestido de papel. Palladium Disco.
- Jueves Jondo. Centro Parakultural.
- Festi-Punk con A. Urdapilleta, F. Noy, Los Auténticos Decadentes. Cemento.
- Escenas de tele con Urdapilleta. Centro Parakultural.
- III Festival Latinoamericano de Teatro. Pcia de Córdoba.
- La desesperación de Sandra Opaco / Estreno. Centro Cultural Ricardo Rojas. nota
- Mitominas. Centro Cultural Ciudad de Buenos Aires-Recoleta.
- El Banquete teatral. Con Darío, Giselle, etc. Lunes a las 0:00. Medio Mundo Varieté.
- Recital poético. Con Omar Serra, Fernando Noy, María Moreno. Foro Gandhi.

1989
- Presentaciones: Mediomundo Varieté.
- Fiesta Radio Pirata F. M. Sur.
- Fotos de Marcos Zimmermann.
- Recital de Poemas de Fernando Noy, Pablo Pérez. 1.ª Bienal de Arte Joven. Centro Cultural Ciudad de Buenos Aires.
- Las Fabricantes de Tortas / Estreno. De y con Alejandro Urdapilleta. 1.er premio Bienal de Arte Joven. Centro Cultural Recoleta.
- Noche Speed con Beby Pereya Gez, B. Ode, Pétre, Victor Redondo.
- Números / Performances. 1.ª Bienal de Arte Joven. Centro Cultural Ciudad de Buenos Aires.
- Desfile para Andrés Baño. 1.ª Bienal de Arte Joven. Centro Cultural Ciudad de Buenos Aires.
- Las Culinarias. Con Humberto Tortonese, Alejandro Urdapilleta. Shampoo. Pub.
- Picarones Chilenos / Performance. Cocina Arte. Bar Bolivia.
- Las Fabricantes de Tortas. Centro Cultural Rojas-UBA.
- Entrevista. Radio Provincia FM de La Plata.
- La historia del Tearto Universal / Estreno. Teatro Nacional Cervantes. registro de video
- Pitillos de queso. Cocina Arte. Bar Bolivia.
- Filmación corto de José L. García con María José Gabín y otros.
- Penúltimo Momento. reportaje de Jorge Guinzburg para Canal 2.
- El Mundo de Antonio Gasalla La Dama de las Camelias.
- Lujuria Romana / Performance. Freedom Disco.
- Yo fui testigo. Canal 2.
- El perro verde. Reportaje de Jesús Quintero. Canal 7. A.T.C.
- Performance para Lo que el Viento se llevó. Instalación de Liliana Maresca.
- Inauguración de la Galería de Arte del Centro Cultural Ricardo Rojas. registro de video
- Video para George Meliés.
- Las poetisas, con Urdapilleta y Tortonese. Parakultural. registro de video
- Los papeles heridos de tinta / Estreno, poemas de Fernando Noy y Marosa Di Giorgio. Centro Cultural Ricardo Rojas.
- Fotos para revista 90. Nota: Laura Ramos. Fotografía: Cristina Fraire.
- Cuadro pintado por Marcia Schvartz. 3 / 6 / 89.
- Corto: El último DarK cine
- Presentación del libro Dentellada de Fernando Noy, con Elena Tasisto, María L. Bemberg y otros. Cemento Disco.
- Fotos Alejandro Kuropatwa. Libro y muestra "30 días en la vida de A." , con Klaudia con K, Andrés Calamaro.
- Fiesta del Libro Trucho.
- Punto de Madera. Centro Parakultural.
- Gira con el Clú del Claun. España.
- Lanzarote, Palmas de Gran Canaria, Fuerteventura.
- Fiestas YeYeYe. Parque Lezama.
- Video. Fena y los Gómez. Fenna Della Magiora. Dirección: Sergio Pérez Fernández. (Inédito).
- Homenaje a Niní Marshall. Carlos Grosso, Julio Bárbaro; con Gasalla, Los Melli, Esther Ferrando, Haydeé Padilla, Lolita Torres, Margarita Patín, Botton Tap, Cecilia Rosetto, Carlos Perciavalle, Gambas al Ajillo. Centro Cultural Gral. San Martín.

1990
- En banda. Radio Municipal.
- Safari Parakultural. Luján.
- Banquete Teatral. Los lunes a las 0:00. Medio Mundo Varieté.
- Tomando el té con Batato. Performance para la Instalación / presentación del cuadro de Marcia Schvartz, con Nené Bache. MAM. Museo de Arte Moderno
- La Plástica después del Pop. Conferencia. Centro Cultural Ricardo Rojas-UBA.
- El Pez Náufrago. Radio Universal de La Plata.
- Tres Mujeres descontroladas. A. Urdapilleta y H.Tortonese. Centro Parakultural
- Parakultural reportajes públicos: Charly García, Juana Molina, Fito Páez, Sandra Mihanovich, Celeste Carballo, Gerardo Romano, Margot Moreyra, La Organización Negra, Antonio Gasalla, Cecilia Roth, Cristina Banegas, Fena Della Maggiora, Horacio Fontova, Guillermo Kuitka.
- Conferencia Interrupta contra el teatro. Centro Cultural Gral. San Martín.
- El Búho de Merlín. Radio Municipal.
- La Rosa Negra. Coreografía. Centro Cultural Ricardo Rojas-UBA.
- Publicación de Historietas en La Trucha, fanzine.
- Reportaje para Televisa.
- Fiesta revista Caín. Fernando Noy. Cemento Disco.
- Noy con Barea Contraatacan. Olé Pub.
- Baile de carnaval, performance. Club Eros. Club Estrella del Maldonado.
- Radio Belgrano. AM. Entrevista con Esteban Peicovich.
- Tapa de Cerdos & Peces. El Deseo: Violar la Ley. Fotografía: Diego Ciardullo.
- El Método de Juana / Estreno. Sobre Juana de Ibarbourou. Alejandro Urdapilleta, Humberto Tortonese, Nené Bache, Darío Castagnaro, Klaudia con K, Sergio Avello, Gastón Carballo. Centro Cultural Ricardo Rojas-UBA. registro de video
- Nota en Sur. Gustavo Lladós.
- Nota en 13/20: Votan los famosos. Carolina Muzzi.
- Nota Clarín revista.
- Ahora Acá con Eduardo Cutuli, Adrián Blanco, Pompeyo Audivert. Centro Cultural Babilonia.
- Desfile, con Humberto Tortonese. Tedeu
- Poesía de Turno. Recital de Poemas. Alberto Laiseca, Melnick, Enrique Fogwill, Fernando Noy. Oliverio Mate Bar.
- Alfonsina y el Mal / Estreno. Sobre textos de A. Storni. Tortonese, Urdapilleta, Nené Bache, Sergio Avello, Fernando Jasminoy. Klaudia con k. Centro Cultural Ricardo Rojas-UBA. registro de video
- Grabación de "Hazte Fama" canción del disco Tercer Mundo de Fito Páez. Registro de audio
- Tres mujeres descontroladas. Con Alejandro Urdapilleta, Humberto Tortonese, Grace Cosceri Mescalina. Teatro de La Galera.
- Sandra & Celeste no van a la escuela. Celeste Carballo / Sandra Mihanovich. Animación con Urdapilleta y Tortonese. Teatro Lorange
- ¿Qué diría el Santo padre?. FM La Tribu.
- Cita Parakultural en Teatro Galpón del Sur.
- Tom Lupo Show. La Muni F.M. registro de audio
- 2 poemas de Adélia Prado en < Poesía de Turno > Conduc.: Fernando Noy. Oliverio Mate Bar.
- Caras y Máscaras F. M. Ciudadela.
- Fiesta en Altamar, con A. Urdapilleta, Margot Moreyra, M. Inés Aldaburu, Seedy González Paz, Fernando Noy. Cemento Disco.
- Barrio Chino F. M. Avellaneda.
- Loca como tu madre. Reportaje F.M. Alfa.
- El Narizazo. Festival de Payasos, con Manuel Giras, Malamud, Los Melli < Damián Dreizik, Carlos Belloso >. Babilonia.
- La Medusa Happennig de Seedy González Paz, con Omar Chabán, Fernando Noy y Margot Moreyra. Centro Cultural Ricardo Rojas. registro de audio
- Arte en Flor. Organizado por Sergio Avello. Cemento Disco.
- Los Perros Calientes. Animación. Babilonia.
- Tres mujeres descontroladas. Con Humberto Tortonese y Alejandro Urdapilleta. Roma Roma.

1991
- Safari Parakultural. Luján. Pcia de Bs. As.
- Cemento por la Paz. Katja Alemann, Fernando Noy y Darío Contraluz. Cemento Disco.
- Presentación del grupo de Rock Los Brujos. Centro Parakultural.
- Tres Docenas de Arte. Performance pintura en vivo con Seedy González Paz. Estación de tren 3 de Febrero.
- Bersuit Vergarabat. Animación con Darío Castagnaro, Fabiana Cantilo. Babilonia.
- Juicio y castigo al rock con Fernando Noy. Invitada: Celeste Carballo. Invitado: Daniel Melero. Cemento.
- Recital de textos de Marosa Di Giorgio. Parakafé. registro de video
- Conferencia "Por qué el teatro se repite". Vivi Tellas, Ricardo Holcer, Gabriela Borgnia. Instituto de Cooperación Iberoamericana. I. C.I. registro de video
- Consultorio sentimental en revista Cerdos & Peces.
- Las locas que bailan y bailan / Estreno. < Tertulia prohibida para menores de 18 años > Se representa solo dos funciones ya que es Prohibida por las autoridades del Centro Cultural Recoleta. registro de video
- Parakafé con Nelly del Paraná.
- María Julia, La Carancha, una dama sin límites / Estreno. Con Alejandro Urdapilleta y Humberto Tortonese. Ctro Ctral Ricardo Rojas-UBA. registro de video
- Reportaje de Silvina Chediek con Fernando Noy. Cablevisión.
- Molestando en la Oscuridad. FM Class.
- Las locas que bailan y bailan. Tertulia prohibida para menores de 18 años. Cemento.
- Nota de Tapa Revista Antena.
- Grabación de "Primera Noche". por Laly Cobas. Canal 11. Telefé.
- Rock por la Vida. Poema para Walter Bulacio. Parque Lezama.
- Respuesta al Padre Lombardero. Nota de Revista Antena.
- Nota noticiero. Respuesta al Padre Lombardero. Telefé. Canal 11. registro de video
- "A la Cama con Moria". Moria Casán. Canal 9.
- Postal navideña. Fotografías de Claudina Jiménez.
- Fiesta del Grupo Amor Indio. Rock. Animación. Centro Pararkultural.
- Reportaje de Osvaldo Moro. Revista Informal.
- Prondec 5, Canal Comunitario, Primer Transmisión experimental desde el Centro Cultural Recoleta. Con Eduardo Cutuli, Klaudia con k, Fernando Noy, Pancho Muñoz, Seedy González Paz, Triciclos Clos. registro de video
- "Que martirio ser mujer". Nota revista Página 30.
- "A la tarde con vos". Reportaje de Lara Zimmermann. Canal 2.
- Nota tapa revista Pan & Circo.
- Recital de Fito Páez. Estadio Obras Sanitarias.
- Cabarute Popó. Los Triciclos Clos: Coy / Aranosky / Streiff, María José Gabin. Liberarte.
- Documental Batato/14 pavos reales dirigido por Peter Pank. Instituto de arte cinematográfico de Avellaneda. Registro de video
- Fiesta del Fanzine La Medusa de Seedy González Paz. Centro Cultural Ricardo Rojas-UBA.
- El Mundo de Antonio Gasalla. Reportaje Batato / Urdapilleta / Tortonese. Canal 11. registro de video
- Desfile para Fundación Huésped. Jardín Botánico de Buenos Aires.
- Ocurrió así, programa de TV.  Reportaje de Alejandro Kasansew. TV. Miami. Estados Unidos.
- Números. Humberto Tortonese y Alejandro Urdapilleta. Nuevo Parakultural. Calle Chacabuco.
- América en vivo. Juan Alberto Badía. Reportaje Canal 2.
- Muestra Divos Undergrounds. Araca. Cala. Jaca. "Historietas Obvias". Curaduría de Seedy González Paz. Facultad de Arquitectura & Diseño. Ciudad Universitaria. Auspiciado por el CEADIG.
- El Tom Lupo Show con Seedy González Paz. AM. Radio Municipal. registro de audio
- Exclusiva con Daniela Cardone. El Dorado.
- Cabarute Popó. María José Gabin, Aranosky / Coy / Streiff. Centro Cultural Ricardo Rojas-UBA.
- 40° Aniversario de la TV. con Pinky, Marcela L. Rey, Nelly Meden, Nelly Prince, Canela, Guillermo Brizuela Méndez, Ana María Giunta, Edda Díaz. Centro Cultural Recoleta.
- Nota: Así veo el video. Revista de cine.
- FAX Reportaje de Nicolás Repetto y María Laura Santillán. Canal 13. registro de video
- Escándalos / Estreno, con Nené de Barea, Luciérnaga, Klaudia con K, Humberto Tortonese, Nelly del Paraná. Centro Cultural Ricardo Rojas-UBA.
- El Mundo de Antonio Gasalla. Reportaje. Canal 11.
- Desfile realizado por Paula Murguía. Alumna de Roberto Piazza. Manuel González. Bajo Tierra.
- María Julia, La Carancha. Festival de Teatro Off. Montevideo. Uruguay.
- Encuentro con Marosa Di Giorgio. Montevideo. Uruguay.